# 伊藤正博
伊藤 正博（いとう まさひろ、1932年2月6日 - ）は、日本の俳優、声優。東京都出身。

## 略歴
日本大学芸術学部卒業。かつては、劇団宗芸、東京映画、タレントエージェント、劇団東芸、プロダクション・エムスリー、希楽星に所属していた。

## 出演

### 映画
- 「母三人」（1958年2月18日） - 「おかめの」客 役
- 「喜劇 駅前団地」（1961年8月13日）
- 「地獄の饗宴」（1961年9月29日） - 東光住宅社員 役
- 「喜劇 駅前飯店」（1962年12月23日） - 柳永 役
- 「みれん」（1963年10月12日） - 靴屋の店員 役
- 「最後の審判」（1965年5月16日） - 広瀬刑事 役
- 「花のお江戸の法界坊」（1965年9月5日） - 長吉 役
- 「新・事件記者 大都会の罠」（1966年6月30日） - 坂本 役
- 「あしたのジョー」（1970年7月22日）
- 「動脈列島」（1975年9月6日） - 新幹線車掌 役
- 「曽根崎心中」（1978年4月29日） - 町衆 役
- 「マルサの女」（1987年2月7日）
- 「釣りバカ日誌2」（1989年12月27日） - 部長 役
- 「おもひでぽろぽろ」（1991年7月20日） - タエ子の父（声の出演） 役[5]
- 「恋人はスナイパー」（2004年4月17日）
- 「欲望」（2005年11月19日）
- 「沈まぬ太陽」（2009年10月24日）

### テレビドラマ

#### NHK
- 「音楽劇 虹の歌」（1959年10月10日、NHK教育テレビ）
- 「壁画の女」（1960年3月20日）
- 「事件記者」第100話・第119話・第120話・第137話・第206話・第372話・第397話（1960年3月30日・8月16日・8月23日・1961年1月10日・1962年6月12日・1965年9月28日・1966年3月22日） - 坂本 役
- 大河ドラマ
  - 「勝海舟」第39話・第46話（1974年9月29日・11月17日） - 稲葉美濃守 役
  - 「元禄太平記」第18話（1975年5月4日） - 戸田采女正 役
  - 「風と雲と虹と」第7話・第23話・第29話・第31話（1976年2月15日・6月6日・7月18日・8月1日） - 良高 役
  - 「花神」第24話（1977年6月12日） - 中島名左衛門 役
  - 「黄金の日日」第49話・第50話（1978年12月10日・12月17日） - 黒田長政 役
  - 「草燃える」第5話（1979年2月4日） - 高階泰経 役
  - 「獅子の時代」（1980年1月6日 - 12月21日） - 伊藤の秘書 役
  - 「おんな太閤記」第29話（1981年7月26日） - 近習 役
  - 「峠の群像」第11話（1982年3月21日） - 医者 役
  - 「徳川家康」第29話・第32話（1983年7月24日・8月14日） - 滝川雄利 役
  - 「春の波涛」第37話（1985年9月15日） - 家僕 役
  - 「いのち」第43話（1986年10月26日） - 建設業者 役
  - 「独眼竜政宗」第12話・第26話（1987年3月22日・6月28日） - 大槻中務 役
  - 「武田信玄」第34話（1988年8月28日） - 上泉秀綱 役
  - 「翔ぶが如く」第23話（1990年6月17日） - 重役たち 役
  - 「太平記」第1話（1991年1月6日） - 番頭 役
  - 「信長 KING OF ZIPANGU」第12話（1992年3月22日） - 稲田修理亮 役
  - 「琉球の風」第1話 - 第3話・第12話（1993年1月10日 - 1月24日・3月21日） - 重臣 役
  - 「八代将軍吉宗」第33話（1995年8月27日） - 長右衛門 役
  - 「新選組!」第28話（2004年7月18日） - 池田屋番頭 役
- 「ふりむくな鶴吉」第17話（1975年2月14日）
- 銀河テレビ小説
  - 「となりの芝生」（1976年1月5日 - 2月13日）
  - 「天からやって来た猫」（1982年1月4日 - 1月29日）
  - 「総務部総務課山口六平太」第10話・最終話（1988年8月5日・8月12日） - 北見人事部長 役
  - 「道づれ」（1988年12月12日 - 12月15日）
- 「松本清張シリーズ・棲息分布」（1977年10月15日）
- 「松本清張シリーズ・最後の自画像」（1977年10月22日） - 刑事 役
- 「十字路 第二部」第2話（1978年12月9日）
- 連続テレビ小説
  - 「マー姉ちゃん」第23話（1979年4月27日） - 田中司祭 役
  - 「本日も晴天なり」（1981年10月5日 - 1982年4月3日）
  - 「おしん」第57話・第87話・第88話（1983年6月8日・7月13日・7月14日） - 支配人 役
  - 「澪つくし」（1985年4月1日 - 10月5日）
  - 「かりん」第1話・第2話（1993年10月4日・10月5日）
  - 「春よ、来い」第80話（1995年1月9日）
  - 「純情きらり」第115話（2006年8月14日） - 写真屋 役
- 「松本清張シリーズ・天才画の女」第2話（1980年4月12日） - デスク 役
- 「御宿かわせみ」シリーズ
  - 「御宿かわせみ」第23話（1981年3月18日）
  - 「御宿かわせみ 第2シリーズ」第21話（1983年3月23日）
- 土曜ドラマ（NHK）
  - 横浜物語（1982年） - 大学講師
- 「勇者は語らず いま、日米自動車戦争は」第1話・第3話・最終話（1983年2月7日・2月9日・2月10日） - 松浦部長 役
- 新大型時代劇
  - 「宮本武蔵」第23話（1984年9月26日） - 灰屋紹由 役
  - 「真田太平記」第11話（1985年6月12日） - 北条の重臣たち 役
- 「脱兎のごとく 岡倉天心」（1985年5月6日）
- 「続イキのいい奴」（1988年4月6日 - 7月6日）
- 「大石内蔵助 冬の決戦」（1991年1月1日）
- 「腕におぼえあり」第10話（1992年6月12日）
- 「鏡は眠らない」最終話（1997年11月19日）
- 「上杉鷹山-二百年前の行政改革-」（1998年1月2日）
- 「ぼくのメジャーリーグ 〜白球の行方〜」（1998年7月20日）
- 「必要のない人」第2話（1998年10月14日）
- 「スキッと一心太助」第15話（2000年1月14日）
- 「マッチポイント!」第1話（2000年10月6日）
- 「夢みる葡萄」第8話（2003年11月24日）
- 「愛と友情のブギウギ」第6話・第7話（2005年4月5日・4月6日） - 服部老人 役
- 「白洲次郎」最終話（2009年9月23日） - 宮島 役
- 「黒い十人の黒木瞳。」第2作（2012年12月29日、NHK BSプレミアム）

#### 日本テレビ
- 「右門捕物帖」第17話（1970年1月24日）
- 「太陽にほえろ!」
  - 第34話「想い出だけが残った」（1973年3月9日） - 同窓会出席者 役
  - 第435話「スター」（1980年12月5日）
  - 第652話「相続ゲーム」（1985年6月14日）
  - 第677話「あなたを告訴する!」（1985年12月27日）
- 「新五捕物帳」第6話（1977年11月22日） - 与力・向田庄之助 役
- 木曜ゴールデンドラマ
  - 「東京大地震マグニチュード8.1」（1980年4月17日）
  - 「離婚同棲」（1986年7月24日）
  - 「また逢う日まで 女の春」（1992年3月26日）
- 「警視-K」第7話「太陽が上に向いている」（1980年11月18日）- 新東亜建設・経理部長
- 「私はタフな女」第7話（1981年6月5日）
- 火曜サスペンス劇場 → DRAMA COMPLEX
  - 「突然の明日」（1983年4月12日）
  - 「朝まで待てない 東京脱出をはかる若い二人を阻む殺人の謎」（1983年5月3日）
  - 「二度目のさよなら」（1985年1月15日）
  - 「女たちは一度勝負する」（1989年3月7日）
  - 「取調室」第10作（1999年6月15日） - 大津亮 役
  - 「松本清張スペシャル・共犯者」（2006年5月9日） - 老人 役
- 水曜グランドロマン「女たちの百万石」前編（1988年10月12日）
- 「外科医有森冴子」（1990年4月14日 - 6月30日）
- 「お父さん」（1990年10月13日 - 12月8日）
- 「君だけに愛を」（1991年1月12日 - 3月23日）
- 「横浜心中」第3話（1994年1月26日）
- 「ストーカー 逃げきれぬ愛」第6話・第7話（1997年2月10日・2月17日）
- 「ラビリンス」第7話（1999年6月2日）
- 「リミット もしも、わが子が…」第2話・第9話（2000年7月10日・8月28日）
- 「野ブタ。をプロデュース」第5話（2005年11月12日） - おじいさん 役
- 「東京大空襲」後編（2008年3月18日）

#### TBS
- 「壁」（1959年10月31日） - 山代 役
- 「隠密剣士 第四部 忍法闇法師」第2話（1963年7月14日）
- 「名もなく貧しく美しく」（1976年3月8日 - 5月7日）
- 「グッドバイ・ママ」第9話（1976年9月16日）
- 「岸辺のアルバム」第13話（1977年9月16日） - 部長 役
- 「青春の門 第二部「自立編」」第21話（1978年4月26日）
- 東芝日曜劇場
  - 「松本清張おんなシリーズ・心の影」（1978年6月4日） - ショーの出演者 役
  - 「姉妹〜その2〜」（1979年2月18日） - 近所の男 役
  - 「しゃぼん玉の愛」（1982年6月27日）
  - 「わが定年」（1982年7月25日）
  - 「東京の秋」後編（1985年11月17日）
  - 「早朝電車」（1988年7月24日）
- 「七人の刑事 第3シーズン」第7話（1978年6月9日）
- 「人はそれをスキャンダルという」第9話（1979年1月16日）
- 「不毛地帯」第21話（1979年8月22日） - 堂本専務 役
- 「北の宿から」（1979年9月3日 - 10月26日）
- 「突然の明日」第2話（1980年1月25日）
- 「燃える命」（1981年1月5日 - 2月27日）
- 「天皇の料理番」第17話（1981年3月8日） - 厨士 役
- 「噂の刑事トミーとマツ 第1シリーズ」第64話（1981年3月18日）
- 「ふたりの旅路」（1981年8月31日 - 10月30日）
- 「あした幸福」（1981年11月2日 - 12月31日）
- 「茜さんのお弁当」最終話（1981年12月30日）
- 「わが子よII」（1982年7月5日 - 8月27日）
- 「アイコ16歳」後編（1982年9月8日）
- ザ・サスペンス
  - 「松本清張の馬を売る女」（1982年10月23日）
  - 「一千万人の中の孤独・ひとり暮しの美人OLを狙う殺人鬼!」（1983年4月30日）
- 「高校聖夫婦」第10話（1983年6月21日）
- 「松本清張の黒革の手帖」（1984年1月5日 - 2月24日）
- 「スクール☆ウォーズ」第12話（1984年12月22日）
- 「うちの子にかぎって… 第2期」第4話（1985年5月10日） - 葉子の父 役
- 「乳姉妹」第17話（1985年8月13日）
- 水曜ドラマスペシャル「放浪」（1986年5月28日）
- 「パパはニュースキャスター」第11話（1987年3月20日） - 医者 役
- 「ママはアイドル!スペシャル」（1987年9月28日） - 医者 役
- 「週末にラブソング」（1988年5月15日）
- 「代議士の妻たちII」第6話（1989年2月13日）
- 「ああわが家」第33話（1989年2月17日）
- 「浮気は85パーセント」（1989年3月18日）
- 「スクラップ」（1989年4月3日 - 6月26日）
- 月曜ドラマスペシャル → 月曜ミステリー劇場 → 月曜ゴールデン
  - 「総合商社」（1990年4月2日）
  - 「松本清張作家活動40周年記念ドラマスペシャル・西郷札」（1991年4月8日）
  - 「松本清張作家活動40年記念 迷走地図」（1992年3月30日）
  - 「殺意の証明」（1995年6月5日）
  - 「出世と左遷」（1996年5月13日）
  - 「化粧の裏側」（1997年6月2日）
  - 「クラッカー 侵入者」（1997年11月10日）
  - 「迷路」（1997年12月8日）[6]
  - 「ブライダルコーディネーターの事件簿」第2作（1998年3月16日）
  - 「棟居刑事シリーズ」第1作（2001年12月3日） - 勢家物産 役[7]
  - 「カードGメン・小早川茜」第6作（2003年6月2日） - カード会社幹部 役
  - 「長く孤独な誘拐」（2004年2月2日） - 羽村耕三 役[8]
  - 「捜査指揮官 水城さや」第1作（2013年1月28日） - 鈴木文雄 役
- 「閨閥」（1990年4月7日）
- 「誘惑」第4話（1990年5月4日）
- ドラマチック22「絶唱 花嫁の亡骸を抱いて、許されぬ恋の名作」（1990年12月22日）
- 「総理大臣誘拐される」（1991年8月4日）
- 「あしたがあるから」第6話・第8話（1991年11月22日・12月6日）
- 「愛はどうだ」第9話（1992年6月12日）
- 「丘の上の向日葵」第1話（1993年4月11日）
- 「赤い迷宮」第37話・第38話（1993年12月14日・12月15日）
- 「スウィート・ホーム」第10話・最終話（1994年3月13日・3月27日）
- 「きのうの敵は今日も敵」第2話（1995年4月16日）
- 「ジューン・ブライド」第8話（1995年6月2日）
- 「輝け隣太郎」（1995年10月8日 - 12月24日）
- 「輝きを忘れない」（1997年3月28日）
- 「理想の上司」第1話（1997年4月13日）- 本社人事部長  [9]
- 「めぐり逢い」第1話（1998年4月10日）
- 「カミさんなんかこわくない」第4話（1998年5月3日）
- 「ラブとエロス」第10話（1998年9月3日）
- 「春の惑星」（1999年4月2日）
- 「L×I×V×E」第3話（1999年4月23日）
- 「魔女の条件」第7話（1999年5月20日） - 地方の開業医 役
- 「嫁はミツボシ。」第2話（2001年4月18日）
- 「サラリーマン金太郎 第3期」第5話（2002年2月3日） - 社長 役
- 「GOOD LUCK!!」第5話（2003年2月16日） - 来客 役
- 「年下の男」第9話（2003年3月6日）
- 「笑顔の法則」第7話（2003年5月25日） - 旅館主人 役
- 「愛するために愛されたい」第2話（2003年7月10日）
- 「銀座まんまんなか!」第21話（2003年12月15日）
- 「渡る世間は鬼ばかり 第7シリーズ」第41話（2005年1月20日） - 患者 役

#### フジテレビ
- 東芝土曜劇場「誤算」（1959年9月19日）
- 「事件記者」（1966年10月4日 - 1967年3月28日）
- 「男の償い」（1972年6月19日 - 8月4日） - 大森医師 役
- 「あかんたれ」第93話（1977年2月21日）
- 「騎馬奉行」第12話（1979年12月18日）
- 「大捜査線」第10話（1980年3月13日）
- 「女商一代 やらいでか!」（1981年1月5日 - 9月25日）
- 「青い瞳の聖ライフ」第21話（1985年3月20日）
- 木曜ドラマストリート「花嫁の父」（1985年12月12日）
- 「女は男をどう変える」第1話（1986年1月9日）
- 森村誠一サスペンス「課長夫人売春事件」（1987年3月9日） - 北村俊子の売春の相手の一人 役
- 月曜ドラマランド「おさな妻!ママはあぶない17才!!」（1987年7月20日）
- 「熱くなるまで待って!」第4話（1987年7月30日）
- 「ラジオびんびん物語」第3話（1987年8月17日）
- 「おヒマなら来てよネ!」第2話（1987年10月29日）
- 「プロゴルファー祈子」第13話（1988年1月20日）
- ザ・ドラマチックナイト → 
男と女のミステリー → 金曜ドラマシアター → 金曜エンタテイメント → 金曜プレステージ
  - 「目には目を」（1988年2月12日）
  - 「並木通りの男」（1988年11月18日）
  - 「死刑台のロープウェイ」（1990年7月13日）
  - 「松本清張作家活動40年記念・波の塔」（1991年5月24日）
  - 「悪女A・B」（1991年8月30日）
  - 「最期のドライブ 富山長野女子高生・OL連続誘拐殺人事件」（1992年6月26日）
  - 「美味しんぼ」
    - 第2作「超豪華珍品料理 卵&カキ&蒸し焼き究極の味くらべ 勝者はどっちだ?」（1995年1月20日）
    - 第3作「究極VS至高 生命の対決!」（1996年11月1日）
    - 第4作「究極VS至高 心の対決!」（1997年10月8日）
    - 第5作「究極VS至高 最後の対決!?」（1999年8月20日） - 審査員 役

  - 「鍵師」第4作（1996年5月24日） - おばあちゃんの近所の住人 役
  - 「日向夢子調停委員事件簿」第1作（2003年8月1日） - 民事調停委員 役
  - 「京都喰い道楽 古本屋探偵ミステリー」第2作（2004年5月28日） - 35年前に殺された園長 役
  - 「熱血シングル・ファザー〜新聞記者・新庄圭吾の事件ファイル〜」第2作（2005年10月28日） - 高村のアパート大家 役
  - 「奥様は警視総監」第2作（2007年6月29日） - 歌声典詞 役
  - 「嫁の座」（2009年5月29日）
- 「金太十番勝負!」第1話（1988年10月20日）
- 「君が嘘をついた」第6話（1988年11月28日）
- 「裸の大将放浪記」第31話（1989年1月15日） - ミドリの父親 役
- 「あなたが欲しい」第1話・第5話（1989年1月19日・2月16日）
- 「君の瞳に恋してる!」第6話（1989年2月20日）
- 「夏の嵐」第55話（1989年9月15日） - 田沼支店長 役
- 「奇妙な出来事」第3話（1989年10月23日）
- 「過ぎし日のセレナーデ」第2話（1989年10月26日）
- 「さよなら李香蘭」（1989年12月1日・12月2日）
- 「サントリードラマスペシャル 失われた時の流れを」（1990年3月23日）
- 「愛しあってるかい! スペシャル」（1990年4月4日）
- 「キモチいい恋したい!」第8話（1990年8月20日） - 重役 役
- 世にも奇妙な物語
  - 「時のないホテル」（1990年7月26日）
  - 「だれかに似た人」（1990年8月23日）
  - 「呪いの紙人形」（1991年4月11日）
  - 「百円の脳みそ」（1991年7月4日）
- 「男と女 ニューヨーク恋物語II」第4話（1990年11月8日）
- 「もう誰も愛さない」第8話・第9話（1991年5月30日・6月6日）
- 「101回目のプロポーズ」第8話（1991年8月19日）
- 「ホテルウーマン」第1話（1991年10月7日）
- 「忠臣蔵 風の巻・雲の巻」（1991年12月13日）
- 「大人は判ってくれない」最終話（1992年3月19日）
- 「ジュニア・愛の関係」第3話（1992年4月30日）
- 「白鳥麗子でございます! 第1シリーズ」（1993年1月14日 - 2月11日）
- 「チャンス!」第1話（1993年4月14日）
- 「悪魔のKISS」第8話・第9話（1993年8月25日・9月1日）
- 「if もしも」第17話（1993年9月2日）
- 「時をかける少女」第4話・最終話（1994年3月12日・3月19日）
- 「この愛に生きて」第7話（1994年5月26日）
- 「29歳のクリスマス」第5話（1994年11月17日）
- 花王ファミリースペシャル「ドラマ結婚式場 花嫁介添人がゆく」第6作（1995年3月19日）
- 「指輪」最終話（1995年3月31日）
- 「正義は勝つ」第3話（1995年11月1日）
- 「恋人よ」第3話（1995年11月2日）
- 「TOKYO23区の女」第5話（1996年5月3日）
- 「いいひと。」第1話（1997年4月15日）
- 「ニュースの女」第3話（1998年1月21日）
- 「ショムニ」第6話（1998年5月20日）
- 「傷だらけの女」第8話（1999年6月1日）
- 「らせん」第4話・第5話（1999年7月22日・7月29日）
- 「ショカツ」第4話（2000年5月2日） - 中学校長 役
- 「非婚家族」最終話（2001年9月20日）
- 「恋ノチカラ」第6話（2002年2月14日） - 社長 役
- 「ビッグマネー!〜浮世の沙汰は株しだい〜」最終話（2002年6月27日）
- 「恋愛偏差値 第三章「彼女の嫌いな彼女」」最終話（2002年9月19日）
- 「天才柳沢教授の生活」第8話（2002年12月4日） - 教授 役
- 「僕の生きる道」第8話（2003年2月25日） - 老人 役
- 「離婚弁護士」最終話（2004年6月24日）
- 「東京湾景〜Destiny of Love〜」第9話（2004年8月30日）
- 「恋におちたら〜僕の成功の秘密〜」第8話（2005年6月2日） - 西山 役
- 「BOSS 2ndシーズン」第7話（2011年6月2日） - 老夫婦 役
- 「救命病棟24時 第5シリーズ」第2話（2013年7月16日）
- 「海の上の診療所」第4話（2013年11月4日）
- 「いつかこの恋を思い出してきっと泣いてしまう」第7話（2016年2月29日）

#### テレビ朝日
- NECサンデー劇場「大砲と撫子」（1960年2月14日）
- 「日本剣客伝」（1968年9月18日 - 10月2日）
- 「五番目の刑事」第8話（1969年11月20日） - 男 役
- 「特別機動捜査隊」
  - 第448話「刑事」（1970年6月3日） - 八代 役
  - 第458話「白い心の旅路」（1970年8月12日） - 竹上 役
  - 第461話「私の愛した女」（1970年9月2日） - 竹上 役
  - 第466話「十年目の事件」（1970年10月7日） - 検事 役
  - 第614話「死刑囚のプレゼント」（1973年8月8日） - 志村 役
  - 第638話「ある夫婦のメロディー」（1974年1月23日） - 市川 役
  - 第640話「闇」（1974年2月6日） - 金原 役
  - 第767話「わたしは尼寺へ行きたい」（1976年7月28日） - 英郎 役
  - 第776話「地獄舞」（1976年10月6日） - 巡査 役
  - 第793話「季節労働者哀歌」（1977年2月2日） - 支配人 役
- 「鬼平犯科帳」第39話（1970年6月30日） - 弥七 役
- 「特捜最前線」
  - 第16話「悲曲・断崖の女」（1977年7月20日）
  - 第28話「恐喝 にせ女子大生日記」（1977年10月12日）
  - 第32話「殉職・涙と怒りの花一輪」（1977年11月9日）
  - 第54話「ナーンチャッテおじさんがいた!」（1978年4月12日）
  - 第92話「白い小さな訪問者!」（1979年1月3日）
  - 第110話「列車大爆破0秒前!」（1979年5月9日）
  - 第142話「わが青春のカリフォルニア!」（1979年12月19日）
  - 第155話「完全犯罪・350ヤードの凶弾!」（1980年3月26日） - 運転手 役
  - 第183話「未熟児を棄てた女!」（1980年10月22日）
  - 第264話「白い手袋をした通り魔!」（1982年6月9日）
  - 第387話「命の炎を燃やせ!」（1984年10月24日）
  - 第405話「浅草の老警官・7分間の嘘!」（1985年3月6日）
  - 第442話「女子中学生殺人事件・冬のコオロギのSOS!」（1985年11月21日）
- 土曜ワイド劇場
  - 「歪んだ星座 受験戦争連続殺人」（1979年6月16日）
  - 「過去を消す女」（1984年6月16日）
  - 「悪女の季節」（1990年12月15日）
  - 「混浴露天風呂連続殺人」
    - 第14作「ヌードギャルみちのく秘湯激安ツアー 殺意の風景」（1994年10月15日） - 浅倉興業社員 役
    - 第19作「信州塩の道に消えたマルタイの謎 リベンジ刑事とカリスマ温泉ギャルの信濃路秘湯ツアー 姫川温泉〜笹倉温泉〜白馬八方温泉 信濃大町温泉〜蓼科温泉」（1999年12月18日） - 鋳物問屋の社長 役

  - 「そして誰もいなくなる」（1994年10月29日）
  - 「襲われた二人」（1995年2月18日） - 八代の上司 役
  - 「俺たちの世直し強盗」（1997年1月4日） - 宗教法人「神の石の会」の会員 役
  - 「作家 小日向鋭介の推理日記」第3作（1999年11月27日） - 八木沼の客 役
- 「ザ・ハングマン」シリーズ
  - 「ザ・ハングマン」
    - 第1話「七つの黒バラ」（1980年11月14日）
    - 第4話「辱しめられたキャンパス」（1980年12月5日）
    - 第21話「替え玉合格の悪ガキは十三階段へ」（1981年4月10日）
    - 第29話「爆発サイクリング」（1981年6月5日）

  - 「ザ・ハングマンII」第27話（1982年12月17日）
  - 「新ハングマン」第6話（1983年9月2日） - コンパニオンクラブの客 役
  - 「ザ・ハングマンV」第9話（1986年4月4日）
- 「午後の旅立ち」第3話（1981年1月26日） - 刑事 役
- 「悪女の招待状」（1982年7月26日 - 9月27日） - 前田 役
- 月曜ワイド劇場「ママ母vs.ママ娘、家出令嬢の課外授業」（1986年8月4日）
- 「女ふたり捜査官」第11話（1986年11月7日）
- 火曜スーパーワイド「半熟ウィドゥ! 未亡人は18才」（1987年10月6日）
- 「白い巨塔」（1990年4月2日・4月3日）
- 火曜ミステリー劇場「赤かぶ検事奮戦記」第2作（1990年10月16日）
- 「はぐれ刑事純情派 第4シリーズ」第26話（1991年9月25日）
- 「七人の女弁護士」シリーズ
  - 「七人の女弁護士 第2シリーズ」第3話（1991年11月7日）
  - 「七人の女弁護士 第3シリーズ」第7話（1993年2月18日）
- 「裏刑事-URADEKA-」第3話（1992年4月28日）
- 「往診ドクター事件カルテ」第1話（1992年10月13日）
- 「裏窓の女」（1992年11月2日 - 11月5日）
- 「ツインズ教師」第6話（1993年5月17日）
- 「危険な恋・ビオラの女」第1話（1993年7月13日）
- 「最高の恋人」（1995年4月17日 - 6月26日）
- 「味いちもんめ 第2シリーズ」第7話（1996年2月22日）
- 「名探偵保健室のオバさん」最終話（1997年3月10日）
- 「ガラスの仮面 第1シリーズ」第7話（1997年8月18日）
- 「スウィートデビル」第4話（1998年8月3日）
- 「はみだし刑事情熱系 PART3」第10話（1998年12月9日） - 長瀬賢太郎 役
- 「月下の棋士」第6話（2000年2月21日）
- 「アンナさんのおまめ」第1話 - 第3話・第5話 - 第7話・第9話・最終話（2006年10月13日 - 10月27日・11月10日 - 11月24日・12月8日・12月15日） - 久保寺 役
- 「交渉人〜THE NEGOTIATOR〜」第4話（2008年1月31日） - 東条益男 役
- 「超高層マンションの妻」（2008年3月1日）
- 「コールセンターの恋人」第9話（2009年9月4日） - 山下警部 役
- 「検事・鬼島平八郎」第6話・最終話（2010年11月26日・12月3日）
- 「相棒 season11」第3話（2012年10月24日） - 山神辰巳 役

#### テレビ東京
- ドラマ・女の四季「夫の突然死」（1987年12月14日）
- 「隠密・奥の細道」第14話（1989年1月20日）
- 「女無宿人 半身のお紺」第8話（1991年2月24日）
- 「大江戸捜査網」第7話（1991年11月22日）
- 「お助け同心が行く!」第6話（1993年5月14日）
- 「バースデイ〜こちら椿産婦人科〜」第8話（1999年12月1日）

### 特撮
- メタルヒーローシリーズ「時空戦士スピルバン」第36話・第37話・第39話（1987年1月12日・1月19日・2月2日、テレビ朝日） - 松本弁護士 役
- 仮面ライダーシリーズ「仮面ライダーBLACK」第7話（1987年11月15日、TBS） - 森田良雄の父 役
- 東映不思議コメディーシリーズ「有言実行三姉妹シュシュトリアン」（フジテレビ）
  - 第17話「まくら大王、夢見るぞ」（1993年5月2日） - まくら大王 役
  - 第22話「妖怪おやじ虫 若返りの秘宝」（1993年6月6日）

### その他のテレビ番組
- NHK特集（NHK）
  - 「明治の群像 海に火輪を」第1回（1976年1月29日） - 大木喬任 役
  - 「シーメンス事件 ～検事 小原直 回顧録から～」（1976年6月24日）
  - 「日本の戦後」
  - 第4回「それは、晩餐から始まった 財閥解体への道」（1977年7月28日）
  - 第6回「くにのあゆみ 戦後教育の幕あき」（1977年10月27日） - 橋本事務官 役
- 「世界まるごとHOWマッチ」（1983年4月7日 - 1990年4月5日、TBS）